# Exit: The Game
Exit: The Game — це серія настільних ігор видавництва Kosmos Spiele і створених геймдизайнерами Інкою та Маркусом Брандом на основі ідеї та концепції Ральфа Кверфурта та Сандри Дохтерманн.
Ігри засновані на популярній концепції ігор-втеч, де гравці повинні якнайшвидше вибратися з певної ситуації або кімнати, розв'язуючи різноманітні завдання та головоломки. Перші ігри серії вийшли у 2016 році, а продовження серії було випущене у 2017 році. У травні 2017 року три перші ігри серії були номіновані на премію Kennerspiel des Jahres і перемогли, обійшовши ігри Вікінги Північного Моря та Тераформування Марса.
За винятком деяких ліцензійних продуктів, ігри серії Exit розраховані на те, щоб грати в них лише один раз. Після гри рішення відомі гравцям, а деякі частини ігрових матеріалів можуть бути змінені або знищені. Це дозволяє створювати унікальні та різноманітні головоломки.
У 2025 році видавництво Rozum розпочало випуск українських локалізацій ігор серії EXIT з таких, як “Небіжчик у «Східному Експресі»”, Зникнення Шерлока Холмса та Зачарований Ліс.

## Тема та комплектування
Як і в інших іграх-втечах, у іграх серії Exit завдання полягає в тому, щоб якнайшвидше вибратися з певної ситуації, розв'язуючи головоломки. Ігри розраховані на 1-6 гравців і мають тривалість від 45 до 90 хвилин.
Комплектування варіюється залежно від гри. Воно включає коротку інструкцію, що окреслює концепцію гри та вводить гравців у конкретну гру. Додатково до цього додаються ігрові карти з головоломками, рішеннями та підказками, а також інші матеріали, такі як декодуючий диск та книга з головоломками та підказками. Також потрібні ручки та папір для записів і годинник для визначення часу, необхідного для вирішення головоломок. Графічний дизайн розроблений Францом Вовінкелем.

## Ігровий процес
Ігровий процес залежить від конкретної гри. Під час підготовки ігрові матеріали та карти розподіляються на три колоди — карти із завданнями, рішеннями та підказками, які розташовуються долілиць. Після цього гравці починають розв'язувати головоломки і поступово знаходити всі рішення, щоб виграти гру. В інструкціях до всіх ігор серії зазначено, що ігрові матеріали можуть і повинні бути записані, складені або навіть розірвані для творчого вирішення головоломок.
Різні головоломки в грі розв'язуються за допомогою декодуючого диска та підказок у книзі й на картах. Відповідь може бути представлена символами або числами залежно від гри. Після того, як гравці знайдуть рішення, вони перевіряють його за допомогою карт з відповідями. Рішення може бути неправильним або «частково правильним». У другому випадку потрібно використовувати додаткову карту з відповідями для підтвердження. Правильні рішення зазвичай відкривають нові карти з головоломками, які потрібно вирішити. Якщо гравці не можуть просунутися далі, вони можуть скористатися картами підказок. Для кожної головоломки доступні три підказки: «1. Підказка», «2. Підказка» і «Рішення».
Залежно від тривалості гри та кількості використаних підказок, гравці отримують рейтинг у кінці гри, який може становити від нуля до десяти зірок.

## Випуски
Серія Exit: The Game дебютувала у 2016 році з чотирма випусками, одна з яких була промо грою. Три основні гри були випущені англійською мовою у 2017 році.
Ігри мають 4 рівні складності: дитячі / початкові / досвідчені / для професіоналів:
| Назва                                               | Дата випуску | Рівень складності | Примітки                               |
| --------------------------------------------------- | ------------ | ----------------- | -------------------------------------- |
| Exit: The Game: Таємниця прем'єри                   | –            | –                 | Промо-гра, SPIEL Ессен 2016            |
| Exit: The Game: Таємна лабораторія                  | 2016-10      | Досвідчені        |                                        |
| Exit: The Game: Покинута хижа                       | 2016-10      | Досвідчені        |                                        |
| Exit: The Game: Гробниця фараона                    | 2016-10      | Для професіоналів |                                        |
| Exit: The Game: Заборонений замок                   | 2017-05      | Для професіоналів |                                        |
| Exit: The Game: Станція вічного льоду               | 2017-05      | Досвідчені        |                                        |
| Exit: The Game: Забутий острів                      | 2017-05      | Досвідчені        |                                        |
| Exit: The Game: Труп в Східному експресі            | 2017-10      | Для професіоналів |                                        |
| Exit: The Game: Будинок загадок                     | 2017-10      | Початківці        | за мотивами Три знаки питання          |
| Exit: The Game: Затонулий скарб                     | 2017-10      | Початківці        |                                        |
| Exit: The Game: Моторошна вілла                     | 2018-03      | Досвідчені        | Співавтор Ральф Кверфурт               |
| Exit: The Game: Містичний музей                     | 2018-05      | Початківці        | Співавтор Ральф Кверфурт               |
| Exit: The Game: Катакомби жаху                      | 2018-11      | Досвідчені        | Співавтор Ральф Кверфурт, подвійна гра |
| Exit: The Game: Залізниця привидів                  | 2019-04      | Початкові         |                                        |
| Exit: The Game: Ескапади кенгуру                    | 2019-05      | Досвідчені        | Співавтор Маркус-Уве Клінг             |
| Exit: The Game: Політ у невідомість                 | 2019-10      | Початкові         |                                        |
| Exit: The Game: Пограбування на Міссісіпі           | 2019-10      | Досвідчені        | Співавтор Ральф Кверфурт               |
| Exit: The Game + Пазл: Загублений храм              | 2020-05      | Початкові         | Співавторка Юліана Ворґанг             |
| Exit: The Game + Пазл: Самотній маяк                | 2020-05      | Досвідчені        |                                        |
| Exit: The Game: Зачарований ліс                     | 2020-05      | Початкові         |                                        |
| Exit: The Game: Цвинтар темряви                     | 2020-05      | Досвідчені        |                                        |
| Exit: The Game: Ворота між світами                  | 2020-10      | Досвідчені        | Співавтор Ральф Кверфурт               |
| Exit: The Game: Проклятий лабіринт                  | 2021-01      | Початкові         |                                        |
| Exit: The Game + Пазл: Темний замок                 | 2021-06      | Початкові         |                                        |
| Exit: The Game: Викрадення у Фортун-Сіті            | 2021-06      | Досвідчені        |                                        |
| Exit: The Game: Повернення у покинуту хижу          | 2021-10      | Досвідчені        |                                        |
| Exit: The Game: Тіні над Середзем'ям                | 2022-03      | Початкові         | за мотивами Володар перснів            |
| Exit: The Game: Спадок мандрівника                  | 2022-06      | Досвідчені        |                                        |
| Exit: The Game + Пазл: Піратське золото             | 2022-09      | Досвідчені        |                                        |
| Exit: The Game: Розваги в джунглях                  | 2022-09      | Дитячі            |                                        |
| Exit: The Game: Зникнення Шерлока Холмса            | 2022-10      | Досвідчені        |                                        |
| Exit: The Game: Монстряча розвага                   | 2023-03      | Дитячі            |                                        |
| Exit: The Game: Академія магії                      | 2023-05      | Початкові         |                                        |
| Exit: The Game: Перегони через Амстердам            | 2023-05      | Досвідчені        |                                        |
| Exit: The Game: Втеча з в'язниці                    | 2023-09      | Для професіоналів | для мінімум двох гравців               |
| Exit – Пазл: Ключ від Атлантиди                     | 2023-09      | Невідомо          |                                        |
| Exit – Пазл: Прихована майстерня                    | 2023-09      | Невідомо          |                                        |
| Exit: The Game: Моторошна загадка                   | 2024-Q2      | Дитячі            |                                        |
| Exit: The Game: Змова у Венеції                     | 2024-Q2      | Досвідчені        |                                        |
| Exit: The Game: Замок Гейменштайн / Місія Candyland | 2024-Q3      | Сімейна           | Дві гри в одній коробці                |
| Exit – Пазл: Бібліотека мрій                        | 2024-Q3      | Невідомо          |                                        |

Крім того, існують такі версії:
- EXIT – Книга:
  - EXIT – Книга – Підвал секретів (жовтень 2017; Початківці)
  - EXIT – Книга – Щоденник 29 (березень 2018; Професіонали)
  - EXIT – Книга – Лоґбук 1907 (листопад 2018; Професіонали)
  - EXIT – Книга – Ярмарок страху (березень 2019; Досвідчені)
  - EXIT – Книга – Щоденник часу (квітень 2019; Професіонали)
  - EXIT – Книга – Приховане місто (листопад 2019; Досвідчені)
  - EXIT – Книга – Таємний скарб (листопад 2019; Діти)
  - EXIT – Книга – Таємниця піратів (квітень 2020; Діти)
  - EXIT – Книга – Клініка тіней (жовтень 2020; Початківці)
  - EXIT – Книга – Таємниче пограбування (березень 2021; Діти)
  - EXIT – Книга – Рівень 6 (березень 2021; Досвідчені)
  - EXIT – Книга – Справа Раяна Крід (жовтень 2021; Початківці; Кримінал)
  - EXIT – Книга – Жінка у тумані (жовтень 2021; Початківці; Графічний роман)
  - EXIT – Книга – Слід у дзеркалі (березень 2022; Діти)
  - EXIT – Книга – Крипто-файли. Кодове ім'я: AL1A5 (березень 2022; Професіонали)
  - EXIT – Книга – Лев із Сан-Марко (вересень 2022; Досвідчені; Кримінал)
  - EXIT – Книга – Портал у ніщо (березень 2023; Початківці; Графічний роман)
  - EXIT – Книга Діти – Небезпечні канікули (серпень 2023; Герої книг 2-го класу)
  - EXIT – Книга – Щоденник вічності (вересень 2023; Професіонали)
  - EXIT – Книга Діти – НЛО на горизонті (лютий 2024; Герої книг 2-го класу)
  - EXIT – Книга Діти – Привид у кіно (липень 2024; Герої книг 2-го класу)

- EXIT – Діти:
  - EXIT – Діти CODE BREAKER (жовтень 2018)

- Адвент-календарі:
  - Exit: The Game: Адвент-календар – Таємнича крижана печера (вересень 2020; Початківці)
  - Exit – Книга: Адвент-календар – Темне Різдво (вересень 2020; Початківці)
  - Exit: The Game: Адвент-календар – Полювання на золоту книгу (вересень 2021; Початківці)
  - Exit – Книга: Адвент-календар – Катастрофа на Північному полюсі (вересень 2021; Початківці)
  - Exit: The Game: Адвент-календар – Безмовна буря (вересень 2022; Початківці)
  - Exit – Книга: Адвент-календар – Темне пророцтво (вересень 2022; Початківці)
  - Exit: The Game: Адвент-календар – Зникла зірка Голлівуду (вересень 2023; Початківці)
  - Exit – Книга: Адвент-календар – Квиток у забуття (вересень 2023; Початківці)
  - Exit: The Game: Адвент-календар – Міжгалактична гонка (вересень 2024; Початківці)
  - Exit – Книга: Адвент-календар – Подарунки зла (вересень 2024; Початківці)

- EXIT – Додаток:[4]
  - Exit – Прокляття Офіра (вересень 2021 (iOS, Android) / червень 2022 (PC, Mac); Досвідчені)
  - Exit – Випробування грифа (березень 2023 (iOS, Android, PC, Mac))

## Розробка та відгуки
У випадку з Exit: The Game видавництво Kosmos безпосередньо звернулося до Інки та Маркуса Бранд із проханням перетворити концепцію Ральфа Кверфурта та Сандри Дохтерман на ігри. Деякі головоломки також були розроблені редакційною командою. У рецензіях часто згадується про те, що гравцям доводиться псувати ігрові матеріали, через що гра може бути використана лише один раз. В інтерв'ю Ральф Кверфурт пояснює, що «можливості, які дає "знищення" ігрових матеріалів, величезні: ці головоломки — це основні моменти гри». Це також підтверджується в рецензіях, наприклад, на сайті spielama.de.
У травні 2017 року перші три гри серії були номіновані на премію Kennerspiel des Jahres і перемогли в липні.